# Tierra del Fuego (álbum)
Tierra del Fuego es el octavo álbum de estudio de la banda argentina de rock Virus. Fue grabado durante el año 1988 y lanzado en 1989. Es el primer disco de la banda sin la participación integral de Federico Moura, quién concurrió al estudio los dos primeros días, pero no pudo continuar debido a la grave enfermedad que padecía. Ante esta situación, le pide a su hermano Marcelo que lo reemplace.
Federico participó únicamente en dos temas: "Un amor inhabitado" y "Lanzo y escucho".

## Historia
En mayo de 1988, después concluir la gira de presentación de "Superficies de Placer", la banda retoma con las composiciones para registrar un nuevo material. Federico estaba atravesando un importante deterioro físico provocado por el VIH, es por eso que le pide a Marcelo (su hermano, y el tecladista de la banda), que le de voz a los demos. Después, comienzan a grabar el nuevo material en los estudios Music Hall SIC Americana, en Buenos Aires. Ahora sí, Federico se pone al frente de las voces para la grabación en estudio, pero el irreversible deterioro que le genera la enfermedad, lo obliga a abandonar completamente el proyecto. El grupo se ve en una encrucijada, ya que veían imposible seguir sin el. 
Federico alienta a la banda a continuar con el álbum, y sugiere a Marcelo para reemplazarlo. Si bien Marcelo no acepta de inmediato, es Federico quien termina de convencerlo, y que junto con su hermano Julio, le brindan el apoyo para seguir adelante.  
Al respecto, Marcelo Moura comentaría:

Hoy me doy cuenta que había muchas cosas inconscientes que hacía Federico, aun cuando pensaba que seguiría tocando y cantando en el grupo. En todo el año me fue preparando para asumir la voz, por ejemplo al hacer los demos, dónde canté yo. Cuando el decidió el no va más para la grabación, hubo una reunión y naturalmente quedó que yo cantaría. Federico me alentó muchísimo y seguimos adelante. .

Federico, por su parte, decide internarse en la Clínica del CEMIC, en Buenos Aires, y la banda continúa con la grabación.
El grupo convoca al bajista Pablo Mugica, y Charly García se suma para participar en la canción "Despedida Nocturna" tocando el piano. Además, Luis Alberto Spinetta concurre a las sesiones de grabación a darle el apoyo a la banda, y principalmente a Marcelo en su nuevo rol de vocalista. Después de la grabación, la banda viaja a New York para mezclar el álbum. 
El grupo retorna a Argentina a finales de noviembre y en su vuelta, visitan a Federico, quien salió de su internación para pasar los que serían sus últimos días en su departamento del barrio porteño de San Telmo, y escuchan el trabajo terminado. 
Días más tarde, la agrupación comienza a ultimar detalles. Deciden ponerle el nombre "Tierra del Fuego" al álbum después de ver un especial de televisión que documentaba una gira brindada por el grupo en la provincia argentina de Tierra del Fuego en el mes de julio de 1987. Por su parte, Federico convoca al artista plástico Pancho Luna y al fotógrafo Alejandro Kurotpawa para el arte de tapa. 
A comienzos de diciembre, "Un Amor Inhabitado" y "El de moño negro" son lanzados como sencillos, siendo este último la canción del álbum que logra posicionarse en los primeros puestos de las listas argentinas.  El disco estaba pensado para ser publicado a finales de diciembre de 1988, en Argentina y en simultáneo para toda Latinoamérica y España, y en los meses posteriores en Estados Unidos. Debido a la hiperinflación que sufría Argentina a finales de ese año, sumado a los problemas de importación de vinilos para la fabricación de discos, y a la crisis energética que atravesaba el país, la publicación se pospuso. Lamentablemente, Federico fallece el 21 de diciembre. 
El disco finalmente se publicó en 1989, y su presentación oficial en el Teatro Coliseo fue, en realidad, un homenaje a Federico. Luis Alberto Spinetta, Charly García, Andrés Calamaro, Gustavo Cerati, Patricia Sosa y Fito Páez son algunos de los músicos que, espontáneamente, concurrieron al show y cantaron como invitados. Como Marcelo pasó de los teclados a la voz principal, para los shows en vivo Enrique Mugetti (bajista) tomó el rol de tecladista, e incorporaron a Pablo Mugica como bajista de la banda.
Para la difusión televisiva, la banda filmó un videoclip para uno de los sencillos; la canción "Un Amor Inhabitado". Dirigido por Mariano Airaldi, y filmado en cinta de 16 milímetros en blanco y negro, el video levantó polémicas en Argentina, ya que, para la época, se lo consideraba un vídeo "muy fuerte" [cita requerida]por sus escenas y estética oscura.
La banda salió de gira por Argentina y Sudamérica, concluyendola a finales del año 1990, siendo los grandes estelares, junto con David Bowie, del Derby Rock Festival Argentina, en el estadio de River Plate. Después de eso, ya afectados anímicamente por la muerte de Federico sumado al desgaste de casi 10 años ininterrumpidos de giras, la banda decide hacer un parate.
"Tierra del Fuego" alcanzó a vender 20.000 copias, certificándolo como disco de oro en Argentina y si bien es una buena cifra en ventas, no fue el éxito esperado por la compañía, para una banda que anteriormente logró vender más de 250.000 ejemplares.

## Lista de canciones
| N.º   | Título                            | Música          | Escritor(es)                    | Duración |  |
| 1.    | «Un amor inhabitado»              | Julio Moura     | Federico Moura y Julio Moura    | 4:25     |  |
| 2.    | «Es al revés»                     | Marcelo Moura   | Marcelo Moura                   | 3:07     |  |
| 3.    | «El de moño negro»                | Julio Moura     | Roberto Jacoby                  | 4:17     |  |
| 4.    | «Volátil»                         | Enrique Mugetti | Marcelo Moura y Enrique Mugetti | 4:12     |  |
| 5.    | «Lanzo y escucho»                 | Daniel Sbarra   | Federico Moura y Daniel Sbarra  | 3:47     |  |
| 6.    | «Primavera animal»                | Mario Serra     | Mario Serra y Marcelo Moura     | 3:25     |  |
| 7.    | «Muy natural»                     | Daniel Sbarra   | Daniel Sbarra                   | 3:43     |  |
| 8.    | «Me acerco sin saber»             | Enrique Mugetti | Enrique Mugetti                 | 3:57     |  |
| 9.    | «Salto en alto (voz Julio Moura)» | Julio Moura     | Julio Moura                     | 4:29     |  |
| 10.   | «Despedida nocturna»              | Julio Moura     | Roberto Jacoby                  | 5:11     |  |
| 40:13 |                                   |                 |                                 |          |  |

## Músicos
Virus:
- Marcelo Moura: Voz, teclados.
- Julio Moura: Guitarra, voz.
- Enrique Mugetti: Teclados, bajo.
- Daniel Sbarra: Guitarra, teclados.
- Mario Serra: Batería y percusión.

Músicos invitados:
- Cachorro López: Bajo.
- Pablo Mugica: Bajo.
- Charly García: Piano en "Despedida Nocturna".
- Doris Eugenio: Coros.
- Damaris Carbaugh: Coros.

## Créditos
Créditos adaptados a las notas de Tierra del Fuego
- Producción Artística: Virus.
- Producción Ejecutiva: Oscar López.
- Grabado en los Estudios Music Hall, por Sam Ginsberg y Mariano López.
- Mezclado en Record Plant Studios, Nueva York en noviembre de 1988.
- Ingeniero de mezcla: Sam Ginsberg.
- Asistente: Joe Heneman.
- Arte de Tapa: Pancho Luna
- Diseño gráfico: La Orden
- Fotografía: Alejandro Kuropatwa